# Brandenburg (Württemberg)

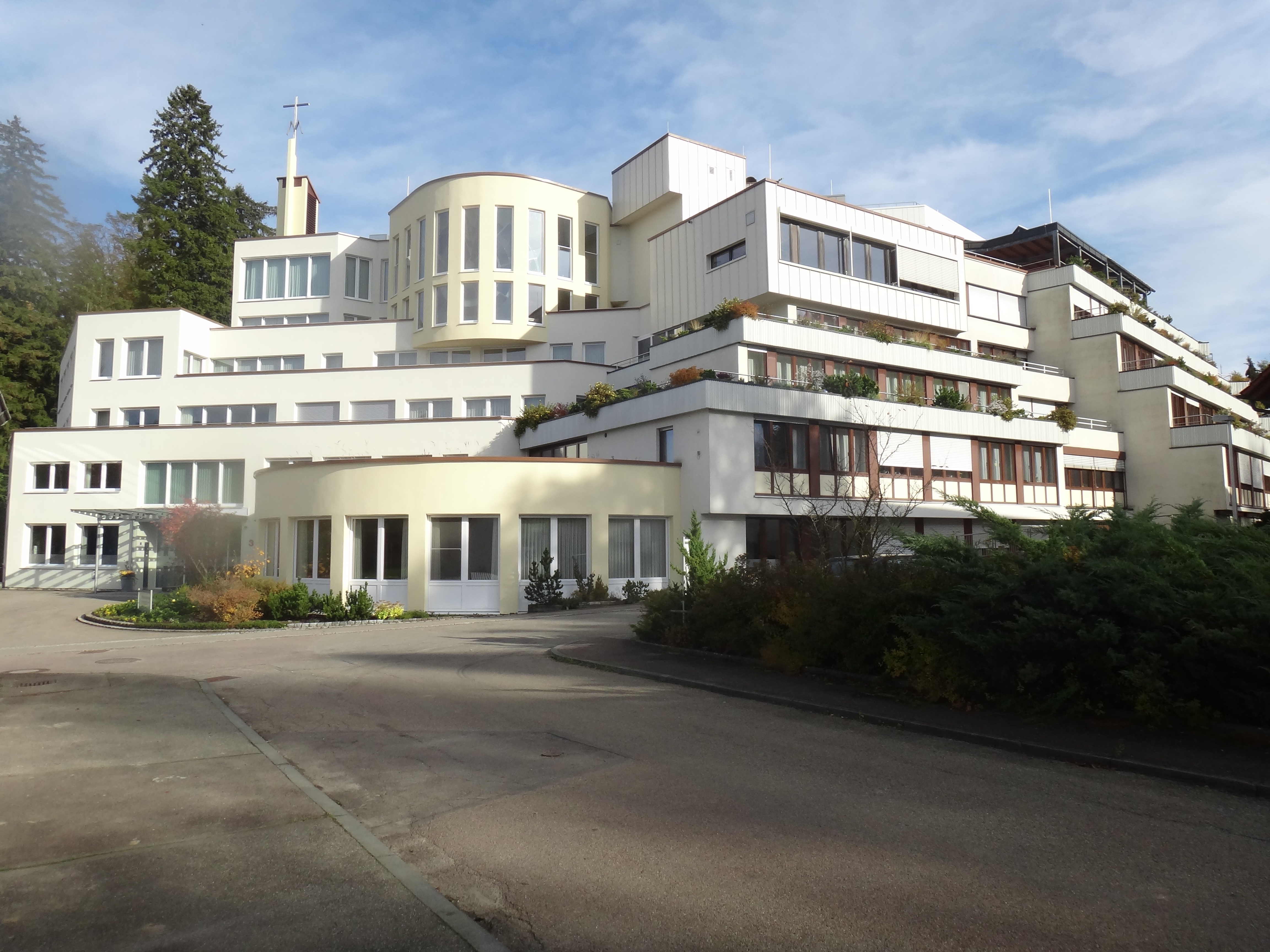
Kloster Brandenburg

Brandenburg ist ein ehemaliger Burgweiler der Stadt Dietenheim im Alb-Donau-Kreis in Baden-Württemberg. Im Zuge der Gemeindegebietsreform in Baden-Württemberg wurde am 1. Januar 1972 die Gemeinde Regglisweiler mit Brandenburg zu Dietenheim eingemeindet.
Brandenburg schließt sich südlich an Regglisweiler an.

## Geschichte
Brandenburg wird 1239 erstmals überliefert. Nach Brandenburg nannte sich, nachweisbar um 1240, eine Nebenlinie der Grafen von Kirchberg. Nach deren Aussterben Anfang des 14. Jahrhunderts kam die Burg mit Regglisweiler an die Habsburger. Friedrich der Schöne verpfändete die Herrschaft Brandenburg 1313 an die von Ellerbach, die sie 1446 mit Zubehör (unter anderem der Markt Dietenheim und das Dorf Regglisweiler) der Ulmer Familie Kraft als sogenanntes „Schwabenlehen“ verkauften. 
Die Kraft und Ehinger verkauften 1481 das gesamte Lehen an die von Rechberg. Nach deren Aussterben wurden 1539 die Fugger damit belehnt. Seit dem frühen 18. Jahrhundert nannte sich eine 1820 erloschene Linie der Fugger von Dietenheim-Brandenburg. 
Das Schloss steht an der Stelle der im Städtekrieg von den Ulmern zerstörten Burg, von der ein Halsgraben erhalten ist. Unter den Fuggern wurden auch hier sogenannte Freileute angesiedelt. Die Lehensherrschaft kam 1805 an Bayern und durch den Grenzvertrag zwischen Bayern und Württemberg 1810 an das Königreich Württemberg.